# غالدينو (ون بيس)
غالدينو أو مستر 3 هو أحد شخصيات انمي ومانغا ون بيس، وهو ضابط سابق في منظمة الباروك وركس، جنبا إلى جنب مع مساعدته مس جولدين ويك، وهو الخصم الرئيسي في احداث جزيرة الليتل جاردين، وبعد أن ارسل إلى سجن الامبل داون، تمكن من الهرب بعد مساعدة من باجي المهرج ومونكي دي لوفي، وعندما انتهت الحرب أصبح عضو في تحالف قراصنة باجي والفيدا.

## مظهره
عندما ظهر لأول مرة، كان غالدينو شخصا نحيفا قليلا متوسط الطول، وكبقية موظفي الباروك وركس يمتلك رقمه على سترته رقم 3، وأيضا تسريحة شعره على شكل رقم ثلاثة، وقد كان يرتدي نظارات ويلبس قميص مخطط بلون الازرق والأبيض مع بنطال بني اللون وربطة وردية على رقبته، وقد كان يضع البوصلة في يده اليسرى، وشعره مختلف الاشكال فقد تنموا شعلة نارية على رأسه من فوق عندما يكون خائف كما حدث عند ما سمع بعودة لوفي

وفي الانمبل داون أصبح يرتدي زي السجناء الرسمي ونظاراته كانت مكسورة، وأصبح شعره مجعد وغير مرتب وأيضا نمت له لحية بسبب صعوبة السجن 

وبعد أن هرب من الامبل داون أصبح يرتدي بنطال اسود اللون مع عبائة فوق لباسه، وعند محاولة إنقاذ بورتغاس دي إيس تنكر بزي الجلاد، وقد كبرت عضلاته قليلا

وبعد الحرب اعاد شعره إلى شكله الاصلي، ولكنه ابقى لحيته، وأصبح يرتدي قميص برتقالي وبنطال بني اللون 

عندما ارتدى غالدينو الدرع الشمعي في احداث الليتل جاردين قد تمكن من تلوينه بفضل قدرة مساعدته مس غولدين ويك.

## شخصيته
غالدينو واثق جدا من نفسه، ولا يخاف من إظهار ذلك، ويعتقد نفسه بأن لديه درجة الماجستير في الإستراتيجية، وذلك باستخدام عقله وخططه وهو ذكي، وقد أعترف بذكائه السيد 0 كروكودايل ورغم أن مستر 4 ومساعدته ومستر 5 أقوى منه إلا أنه كسب رتبة اعلى بفضل ذكائه

وهو يظن نفسه فناناً عظيماً حيث يقوم بتحريك تماثيل الشمع وتساعدهُ مس غولدين ويك بالتلوين

و مع ذلك فهو يمتلك قدرة كافية من القتال اقوى من باجي نفسه، ولكن لديه بعض القليل من الجبن خصوصا من اجل تماثيله الشمعية إذا ما تحطمت، وهو يفضل قتل الناس بعد تحويلهم إلى تماثيل شمعية وقتله بطريقة طويلة ومؤلمة بدلا من قتلهم مباشرة، ولكن بعد أن هرب من الإمبل داون أصبح هناك تغير كبير في شخصيته حيث أنه خاطر بحياته لحماية إيس ليسدد دين لوفي عليه، ويمتلك مستر 3 طريقة كلام خاصة مثل بقية الشخصيات.

## قوته
أكل غالدينو من فاكهة الشيطان دورو دورو نومي وهي فاكهة الشمع، هي من نوع البراميسيا وتمكنه من أن يطلق كميات كبيرة من الشمع، ويمكنه الهجوم بواسطة الشمع وجعل الاعداء يصبحون تماثيل وان يصنع دروع صلبة للحماية من الضرر، ويمكنه صنع درع كامل من الشمع ليحمي تفسه ويهاجم به، وقد تمكن سابقا من القضاء على قرصان على رأسه مكافأة مالية قدرها 42.000.000 بيلي بسهولة تامة بقوة الشمع، وهو أيضا يمتلك سفينة خاصة، ولكن ضعف قدرة غالدينو هي النار أو الحرارة، ويمكنه التحول إلى عملاق الشمع.

## معاركه
- مستر 3 ومس غولدين ويك ضد مونكي دي لوفي، اوسوب وكارو

النتيجة: فوز لوفي، اوسوب وكارو بصعوبة
- مستر 3 ضد كروكودايل (لم تكن معركة لكن كروكودايل قام بخنقه)

النتيجة: فوز كروكودايل بسهولة
- غالدينو وباجي المهرج ولوفي ضد سبيفيكس

النتيجة: فوز غالدينو، باجي ولوفي 
- غالدينو وباجي ومستر 2 بون كلاي ولوفي ضد مينوتارس

النتيجة: فوز غالدينو وباجي ومستر 2 ولوفي
- غالدينو وباجي ضد هانيابل وحراس الامبل داون

النتيجة: فوز غالدينو وباجي
- غالدينو وباجي وأسرى الامبل داون ضد ماجيلان (مستوى 2)

النتيجة: فوز ماجيلان بسهولة
- غالدينو وباجي وأسرى الامبل داون ضد جالير بيستس

النتيجة: فوز غالدينو وباجي وأسرى الامبل داون
- غالدينو ولوفي وأسرى الامبل داون ضد ماجيلا (المستوى 1)

النتيجة: هرب غالدينو ولوفي والأسرى من الامبل داون
- غالدينو ولوفي وبورتغاس دي إيس ضد إدميرال الاسطول سينجوكو

النتيجة: فوز سينجوكو
- غالدينو وباجي ضد جاريام

النتيجة: تدخل أميرة الافاعي بوا هانكوك